# Fulvio Valbusa
Fulvio Valbusa (Verona, 15 de febrero de 1969) es un deportista italiano que compitió en esquí de fondo. Su hermana Sabina también compitió en esquí de fondo.
Participó en cinco Juegos Olímpicos de Invierno, entre los años 1992 y 2006, obteniendo dos medallas en la prueba de relevo, plata en Nagano 1998 (junto con Marco Albarello, Fabio Maj y Silvio Fauner) y oro en Turín 2006 (con Giorgio Di Centa, Pietro Piller Cottrer y Cristian Zorzi).
Ganó cinco medallas en el Campeonato Mundial de Esquí Nórdico entre los años 1995 y 2005.

## Palmarés internacional
| Juegos Olímpicos   | Juegos Olímpicos      | Juegos Olímpicos  | Juegos Olímpicos            |
| Año                | Lugar                 | Medalla           | Prueba                      |
| ------------------ | --------------------- | ----------------- | --------------------------- |
| 1998               | Nagano (Japón)        | Medalla de plata  | Relevo 4 × 10 km            |
| 2006               | Turín (Italia)        | Medalla de oro    | Relevo 4 × 10 km            |
| Campeonato Mundial |                       |                   |                             |
| Año                | Lugar                 | Medalla           | Prueba                      |
| 1995               | Thunder Bay (Canadá)  | Medalla de bronce | Relevo 4 × 10 km            |
| 1997               | Trondheim (Noruega)   | Medalla de bronce | Relevo 4 × 10 km            |
| 1999               | Ramsau (Austria)      | Medalla de bronce | 12,5 km+12,5 km persecución |
| 1999               | Ramsau (Austria)      | Medalla de bronce | Relevo 4 × km               |
| 2005               | Oberstdorf (Alemania) | Medalla de plata  | 15 km                       |